# Marc Carnal
Marc Carnal (geboren 1986 in Zürich) ist ein Schweizer Schriftsteller, der in Wien lebt und arbeitet.

## Leben
Carnal hat sich mit überwiegend satirischen und humoristischen Texten in Wien als freier Autor etabliert. Er schreibt eine satirische Kolumne für FM4 und Beiträge für das Café Sonntag auf Ö1, Glossen und Kommentare in der Tagespresse, Theaterstücke, Hörspiele, Romane sowie Drehbücher fürs Fernsehen, beispielsweise als Head-Autor und Gestalter für die Late-Night-Show Willkommen Österreich von Stermann/Grissemann. Einmal jährlich ist er an der Satirebeilage Best of Böse der Wochenzeitschrift Falter beteiligt. Er tritt regelmäßig mit Lesungen seiner Texte und Hörspiele auf.
Für die Bühne konzipiert war 2018 das Live-Hörspiel Der verhängnisvolle Tod des Werner Gruber. Sein erstes Radio-Hörspiel, Die Hochzeit (2021), ist durchgehend in Paarreimen verfasst. Es wurde vom Autor selbst inszeniert. Auch das Nachfolge-Werk Das Begräbnis (2023) ist durchgehend in Reimform gehalten. Beide Hörspiele wurden vom Publikum zum „Ö1 Hörspiel des Jahres“ gewählt. 2025 erschien Die Hochzeit im Picus Verlag, illustriert von Raffaela Schöbitz.
Im März 2025 feierte Carnals erstes Kabarett-Programm Gott live in der Kulisse Wien Premiere.
Marc Carnal gehört dem Österreichischen Autorenfußballteam an.

## Auszeichnungen
- 2021: ORF-Hörspiel des Jahres (Publikumspreis) für Die Hochzeit[6]
- 2023: ORF-Hörspiel des Jahres (Publikumspreis) für Das Begräbnis[7]

## Werke

### Hörspiele
- 2018: Der verhängnisvolle Tod des Werner Gruber, Live-Hörspiel, mit Dolores Winkler, Reinhold G. Moritz und Benjamin Vanyek, aufgeführt bei den „hin&weg“-Theatertagen in Litschau und im Kabarett Niedermair, Regie: Klara Rabl
- 2021: Die Hochzeit, Regie: der Autor, Produktion: ORF. Mit Christoph Grissemann, Michaela Bilgeri, Reinhold G. Moritz, Sarah Viktoria Frick, Martin Vischer und Christian Williwald, Ton: Martin Leitner, Schnitt: Manuel Radinger
- 2023: Das Begräbnis, Regie: der Autor, Produktion: ORF. Mit Christoph Grissemann, Michaela Bilgeri, Reinhold G. Moritz, Sarah Viktoria Frick und Martin Vischer, Ton: Martin Leitner, Schnitt: Manuel Radinger
- 2025: Das Unglück, Regie: Päivi Stalder, Produktion: SRF. Mit Sandra Kreisler und Ueli Jäggi, Ton: Björn Müller, Musik: Lukas Fretz[8]

### Buchpublikationen
- 2015 Unglaublich glücklich, gemeinsam mit Max Horejs, Roman, Milena Verlag, ISBN 978-3-902950-23-9
- 2017 King Kong in Wien, Roman, illustriert von Klara Rabl, Milena Verlag, ISBN 978-3-902950-95-6
- 2019 Die 7 Säulen des Glücks, FM4 und Milena Verlag, ISBN 978-3-903184-44-2
- 2025 Die Hochzeit, Picus Verlag, ISBN 978-3-7117-2156-3

### Beiträge
Erschienen in den Anthologien Einbaumöbel Volkslesung – Texte vom permanenten Jetlag, Saufen in der Seestadt (2015) und Donald Trump Literaturwettbewerb (2017)